# Анссі Яаккола
Анссі Яаккола (фін. Anssi Jaakkola, нар. 13 березня 1987, Кемі) — фінський футболіст, воротар англійського клубу «Бристоль Роверс».
Виступав, зокрема, за клуби «Сієна», «Кілмарнок» та «Редінг», а також національну збірну Фінляндії.
Володар Кубка шотландської ліги.

## Клубна кар'єра
У дорослому футболі дебютував 2004 року виступами за команду «ТП-47», у якій провів два сезони, взявши участь у 17 матчах чемпіонату. 
Своєю грою за цю команду привернув увагу представників тренерського штабу клубу «Сієна», до складу якого приєднався 2007 року. Відіграв за клуб зі Сьєни наступні два сезони своєї ігрової кар'єри.
Згодом з 2009 по 2011 рік грав у складі команд «Колліджана», «Сієна» та «Славія».
У 2011 році уклав контракт з клубом «Кілмарнок», у складі якого провів наступні два роки своєї кар'єри гравця. 
Протягом 2013—2016 років захищав кольори клубу «Аякс» (Кейптаун).
З 2016 року три сезони захищав кольори клубу «Редінг». 
До складу клубу «Бристоль Роверс» приєднався 2019 року. Станом на 31 серпня 2019 року відіграв за клуб з Бристоля 6 матчів в національному чемпіонаті.

## Виступи за збірні
Протягом 2007–2009 років залучався до складу молодіжної збірної Фінляндії. На молодіжному рівні зіграв в 11 офіційних матчах, пропустив 1 гол.
У 2011 році дебютував в офіційних матчах у складі національної збірної Фінляндії.
У складі збірної — учасник чемпіонату Європи 2020 року у різних країнах.
| Дата      | Місто               | Господарі | Результат | Гості       | Турнір            | Голи | Примітки |
| --------- | ------------------- | --------- | --------- | ----------- | ----------------- | ---- | -------- |
| 7-6-2011  | Стокгольм           | Швеція    | 5 – 0     | Фінляндія   | Відбір до ЧЄ 2012 | -5   |          |
| 7-6-2017  | Турку               | Фінляндія | 1 – 1     | Ліхтенштейн | товариський матч  | -1   |          |
| 26-3-2018 | Анталія (провінція) | Фінляндія | 5 – 0     | Мальта      | товариський матч  | -    | 46'      |
| Усього    |                     | Матчів    | 3         |             | Голів             | -6   |          |

## Титули і досягнення
- Володар Кубка шотландської ліги (1):

«Кілмарнок»: 2011-2012